# St. Vitus (Donaualtheim)

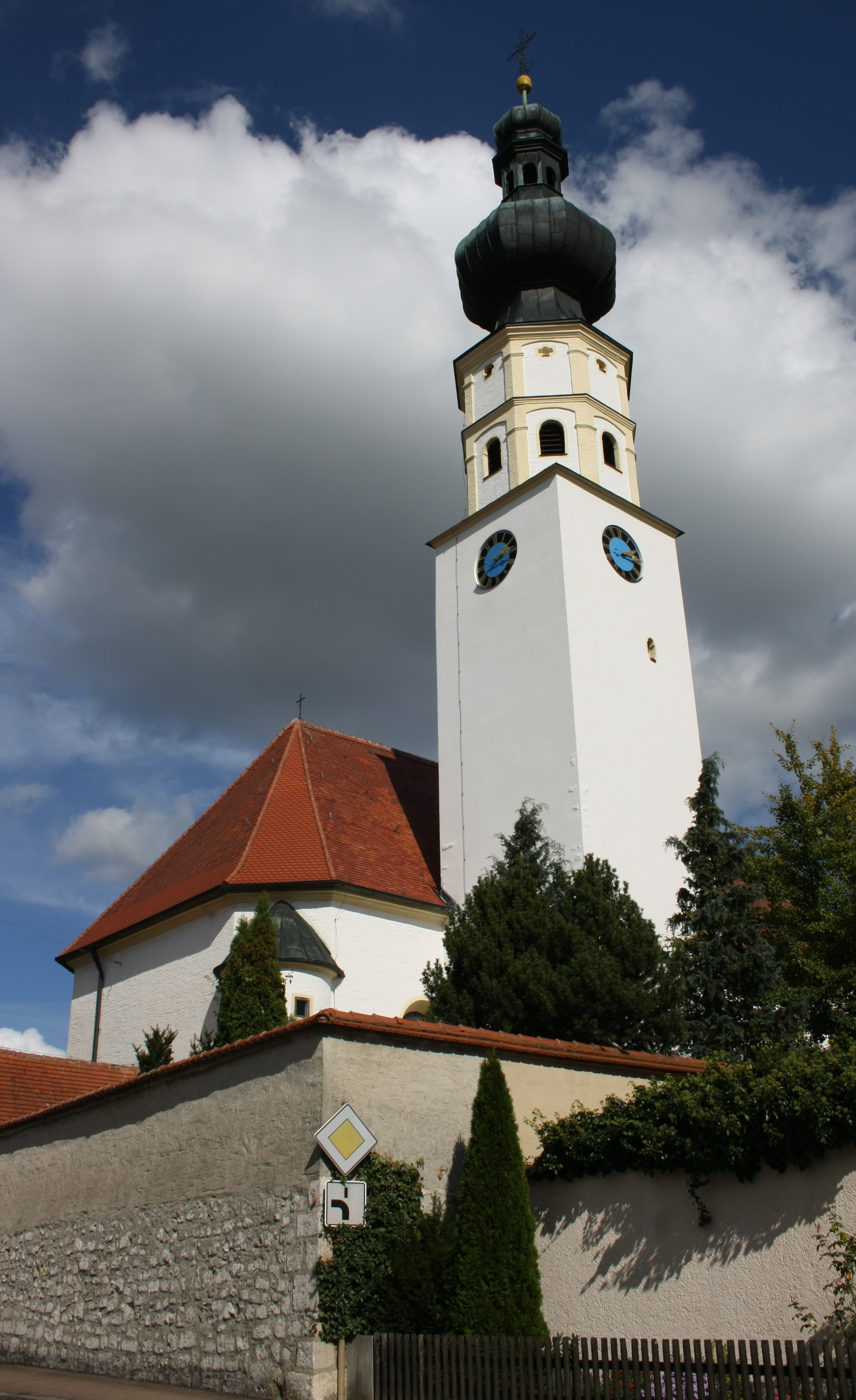
Pfarrkirche St. Vitus

Die römisch-katholische Pfarrkirche St. Vitus in Donaualtheim, einem Stadtteil von Dillingen an der Donau im bayerischen Regierungsbezirk Schwaben, wurde im 17. Jahrhundert errichtet und in der Mitte des 18. Jahrhunderts im Stil des Rokoko umgestaltet. Sie befindet sich im ummauerten Friedhof an der Stelle der ehemaligen Burg der Herren von Altheim.

## Geschichte

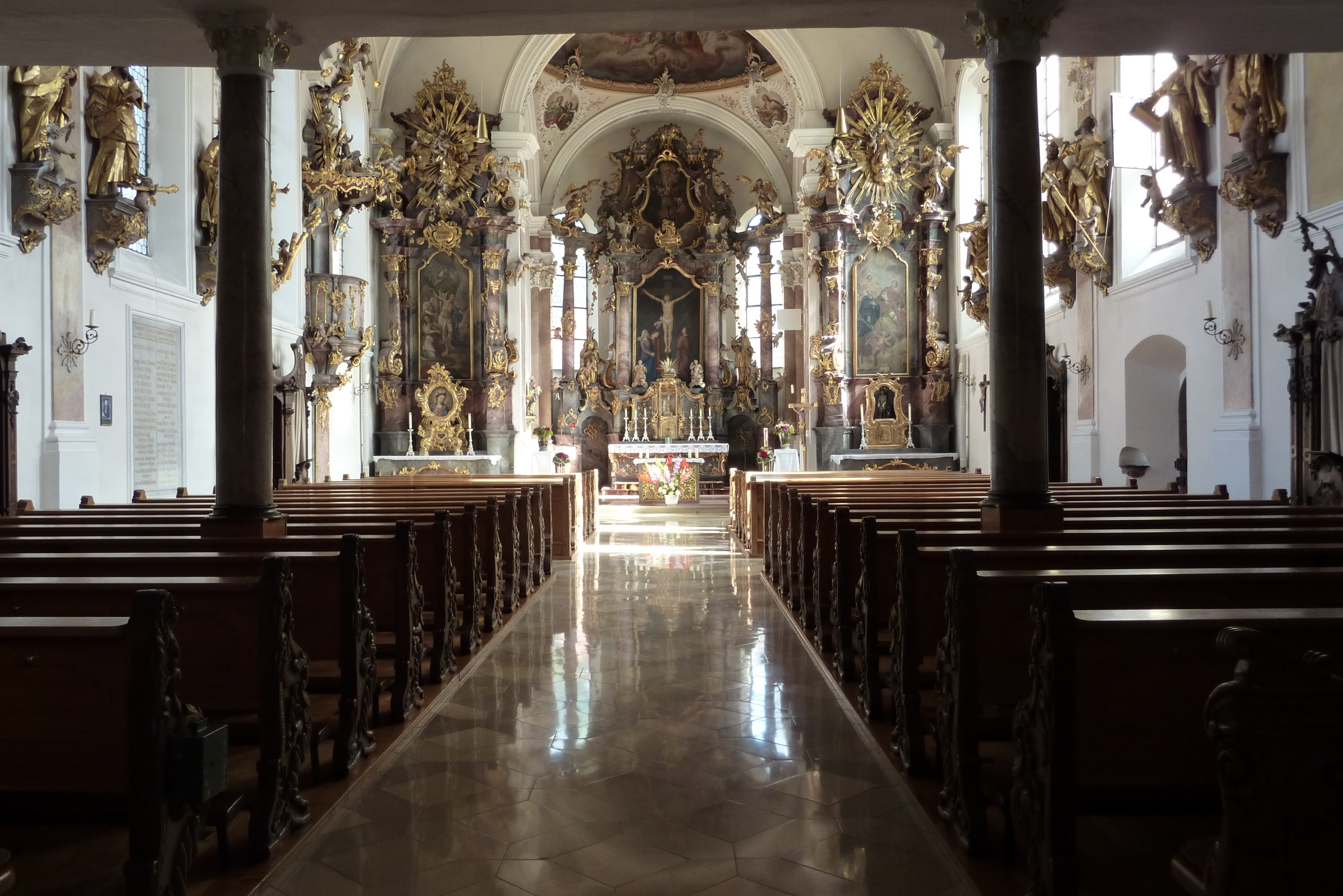
Blick zum Chor

Donaualtheim wurde erstmals im 8. Jahrhundert im Zusammenhang mit einer Schenkung an das Kloster Fulda erwähnt. Die Grafen von Oettingen und die Grafen von Dillingen, denen ab 1257 das Hochstift Augsburg folgte, waren die wichtigsten Grundherren. Sie gaben den Ort den bereits um 1100 urkundlich belegten Herren von Altheim zu Lehen, deren Burg einschließlich Kapelle an der Stelle der heutigen Kirche stand. Die bis heute erhaltene, bis zu fünf Meter hohe Friedhofsmauer war Teil dieser Burganlage, von der ein romanischer Torbogen an der Ostseite der Mauer erhalten ist. Das stark verwitterte Relief eines Gotteslammes, das heute in der Außenmauer der Apsis eingelassen ist, gehörte vermutlich zur Burgkapelle, vielleicht als Teil eines Tympanons eines Portals.
och vor 1500 errichteten die Herren von Altheim gegenüber ihrer Burg ein Wasserschloss und überließen die alte Burg, die damals vermutlich zur Kirche umgebaut wurde, der Gemeinde. Spätestens im 14. Jahrhundert bestand eine Pfarrei und somit eine Pfarrkirche, wie eine Urkunde von 1320 belegt, in der Pfaffe Heinrich von Althen als Ortspfarrer genannt wird. Bei Aushubarbeiten für den Einbau einer Fußbodenheizung im Jahr 1972 wurden die Grundmauern dieser gotischen Vorgängerkirche entdeckt. Dabei stieß man auf ein Einzelgrab unter der Kanzel, in dem vermutlich die Überreste eines Herren von Altheim bestattet waren. Vor dem linken Seitenaltar wurde ein Gräberfeld mit circa 60 Skeletten angeschnitten.
Die über den gotischen Fundamenten im 17. Jahrhundert errichtete und dem heiligen Veit gewidmete Kirche erhielt ihre heutige Gestalt von dem Tiroler Baumeister Franz Xaver Kleinhans (1699–1776), der zwischen 1751 und 1753 das Langhaus nach Westen verlängerte und erhöhte und einen neuen Chorabschluss schuf.
1726 wurde der Turm um das Oktogon mit Doppelzwiebel aufgestockt. Die heutige Doppelzwiebelhaube mit Laterne wurde 1778 von dem damaligen Hofzimmermeister Josef Botzenhardt aus Dillingen erneuert.

## Architektur

### Außenbau
An der Südseite des Langhauses erhebt sich der schlanke, 51 Meter hohe Turm mit sieben quadratischen und zwei oktogonalen Geschossen. Die sechs unteren Geschosse stammen aus dem frühen 13. Jahrhundert und sind von einem der Türme, vielleicht dem Hauptturm der Veste Altheim, erhalten. Sie sind aus Quadersteinen aus Wittislinger Kalkstein errichtet, die drei oberen Geschosse bestehen aus Ziegelmauerwerk.
Langhaus und Chor sind aus verputzten Quadersteinen, Bruchsteinmauerwerk und Ziegeln errichtet und werden von großen Rundbogenfenstern und einem dreiteiligen Bassgeigenfenster an der Südseite durchbrochen.
Der Eingang befindet sich an der Westfassade der Kirche. Dem Portal mit einem Türstock aus Amerdinger Marmor ist ein Vorbau, ein sogenanntes Vorzeichen, vorgesetzt.

### Innenraum

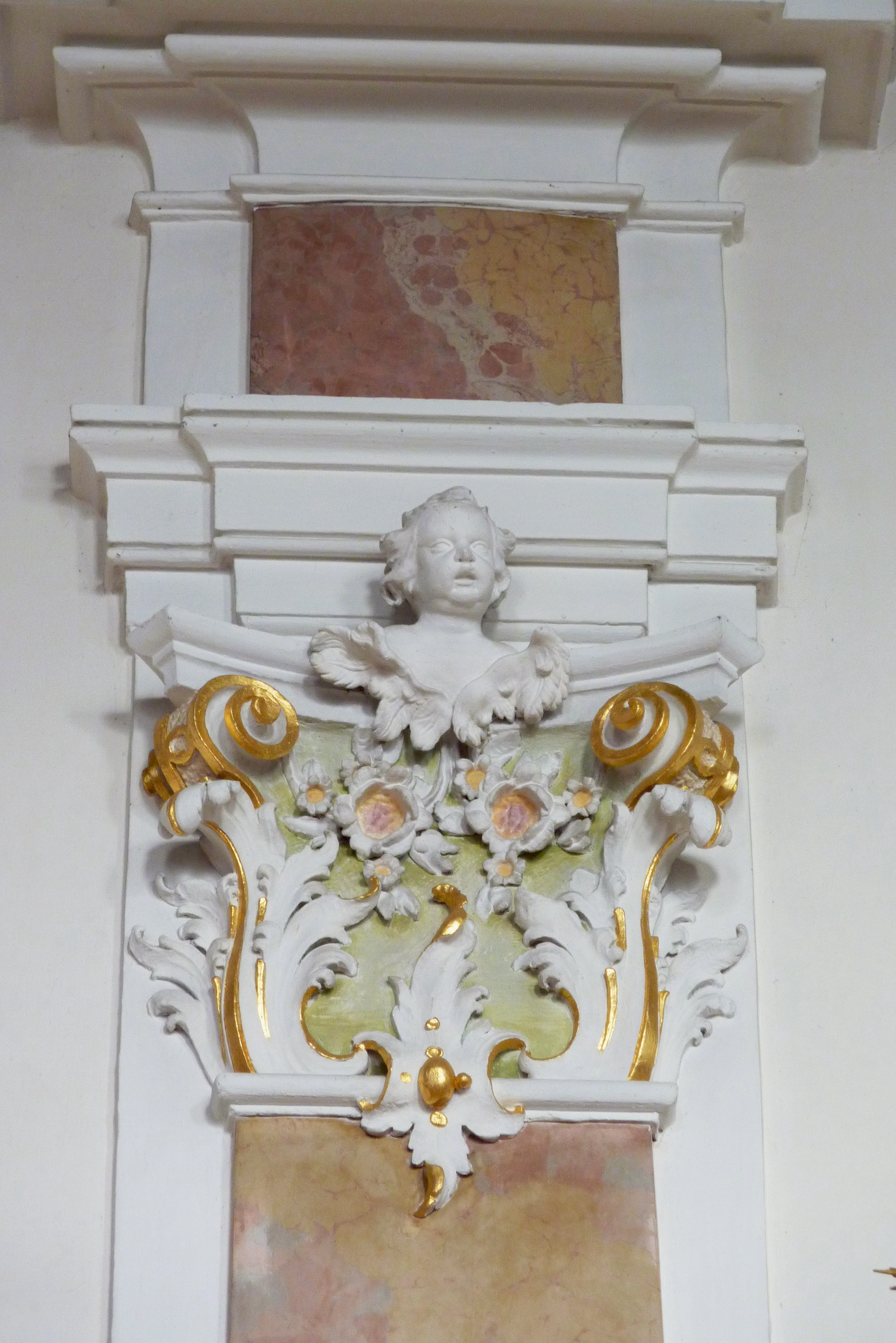
Kapitell

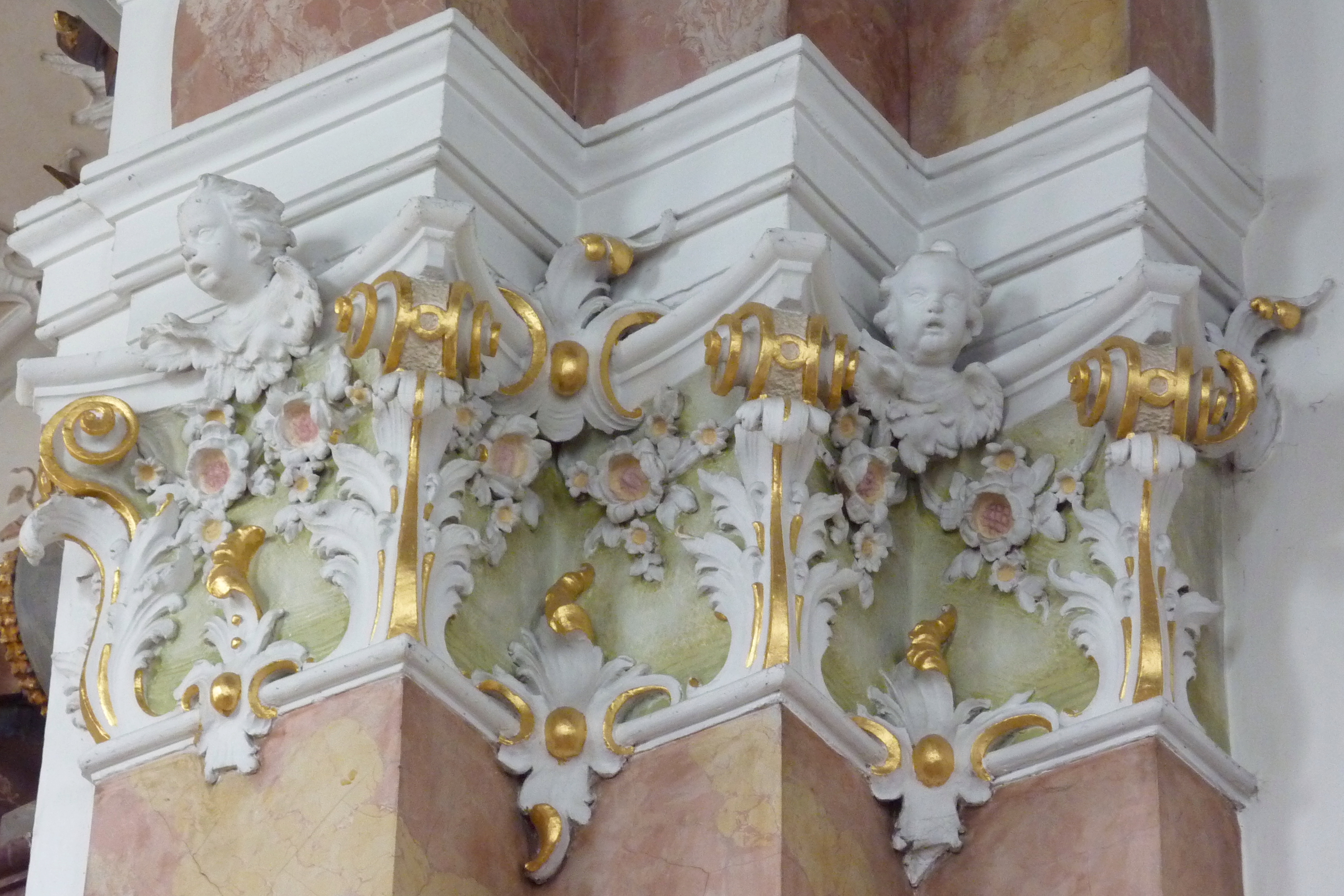
Kapitelle

Das einschiffige Langhaus erstreckt sich über fünf Joche und mündet im Osten in einen eingezogenen Chor. Die Wände gliedern Pilaster aus Stuckmarmor mit teilweise vergoldeten Kompositkapitellen. Zwei Gurtbögen unterteilen das flache Tonnengewölbe in drei mit Fresken versehene Felder, deren Umrahmungen wie die Stichkappen reich mit Stuck verziert sind. Der Dekor aus Blumengirlanden, Rosen, Palmzweigen und Engelsköpfen ist ein Werk von Christian Greinwald.
Der quadratische Chor ist von einer Kuppel überspannt, die auf Rundbögen und mit Stuck verzierten Hängezwickeln ruht. Auf dem Bogen zum Chorraum befindet sich in einer muschelförmigen Kartusche ein Chronogramm: „aDoLesCentIMartIrIsaCra“ (dem jugendlichen Märtyrer geweiht). Die Großbuchstaben MDCCLIII entsprechen römischen Zahlen und ergeben die Jahreszahl 1753, das Jahr der Vollendung des Kirchenbaus.
Den westlichen Abschluss des Langhauses bildet eine Doppelempore. Die Grisaillen der Brüstung der Orgelempore stellen singende und musizierende Engel dar. Links betet die heilige Monika für ihren Sohn Augustinus, der sich nach Italien einschifft, rechts beten der heilige Paulus von Theben und der heilige Antonius, der Einsiedler, vor dem Bild des Gekreuzigten. Die Brüstung der unteren Empore wurde 1948 mit einer Darstellung der Mutter Gottes versehen, die feindliche Flieger von der Donaualtheimer Kirche abwehrt, eine Erinnerung an den Zweiten Weltkrieg, in dem Donaualtheim von Bombardierungen verschont blieb.

## Fresken
Das große, mittlere Deckenfresko des Langhauses ist dem Patron der Kirche, dem heiligen Vitus, gewidmet. Dargestellt werden der Heilige mit seinen Pflegeeltern Modestus und Kreszentia im Gefängnis, die Heilung des besessenen Sohnes des Kaisers Diokletian durch den heiligen Vitus, die Verurteilung des Heiligen, der Tod seines Vaters und im Hauptbild die Verklärung des Heiligen. Das Bild trägt die Signatur „VITUS FELIX RIGL PINXIT“ (Vitus Felix Rigl malte es).
Die kleineren Fresken in den Gewölbezwickeln stellen die Kirchenväter Papst Gregor den Großen, Augustinus, Ambrosius und Hieronymus dar.
Auf dem kleineren Deckenbild vor dem Chor ist die Verkündigung als häusliche Szene dargestellt, in der zu Füßen Marias eine Hauskatze mit einem Wollknäuel spielt. Thema des Bildes über der Orgelempore ist die Präsentation Jesu im Tempel.
Das Kuppelfresko des Chores stellt die Krönung Mariens dar, umgeben von Szenen aus dem Alten Testament wie die Arche Noah, Abraham opfert seinen Sohn Isaak, König David mit der Harfe und Moses mit den Gesetzestafeln an den Rändern. In den Zwickeln werden die vier Evangelisten mit ihren Symbolen abgebildet.

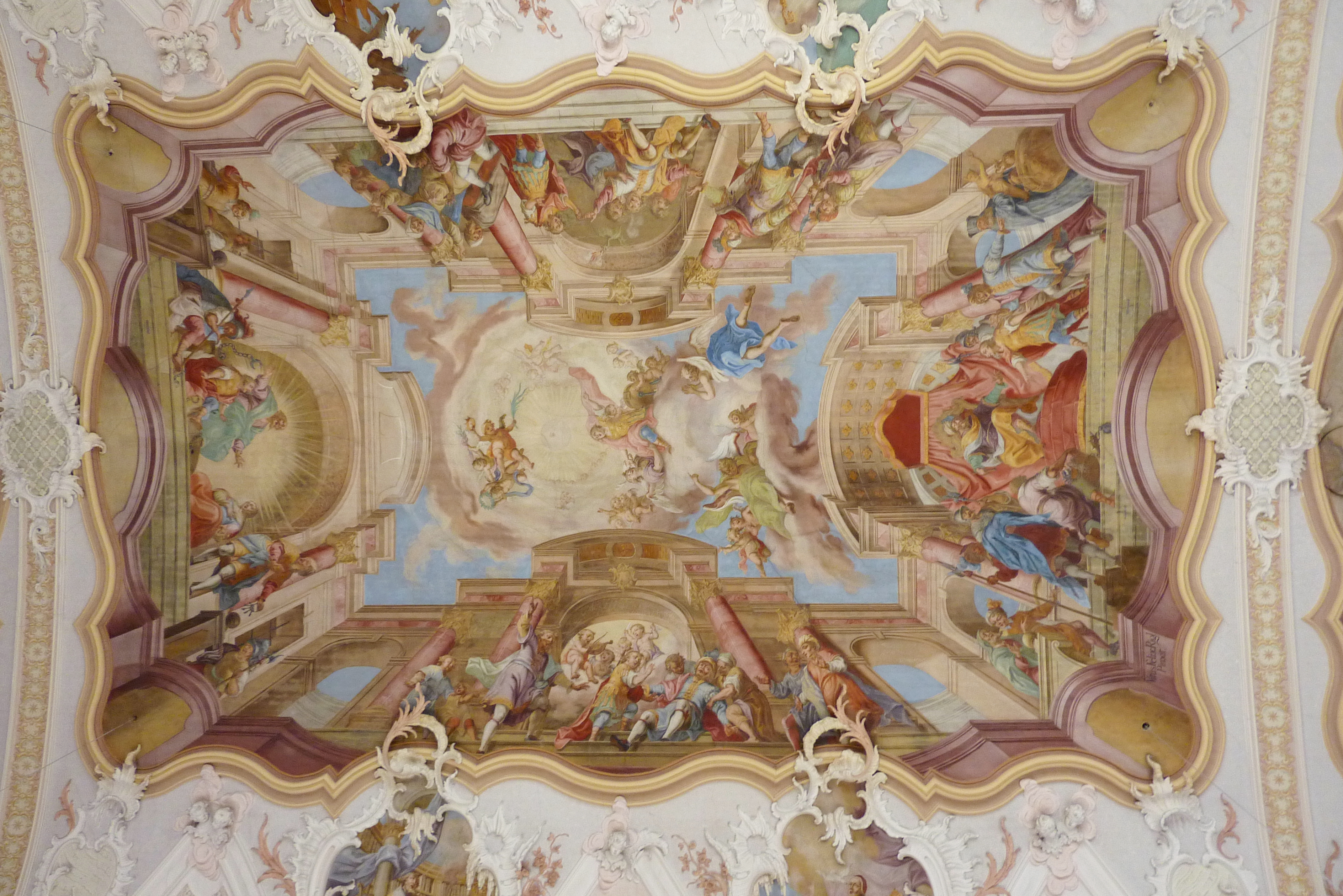
Langhausfresko
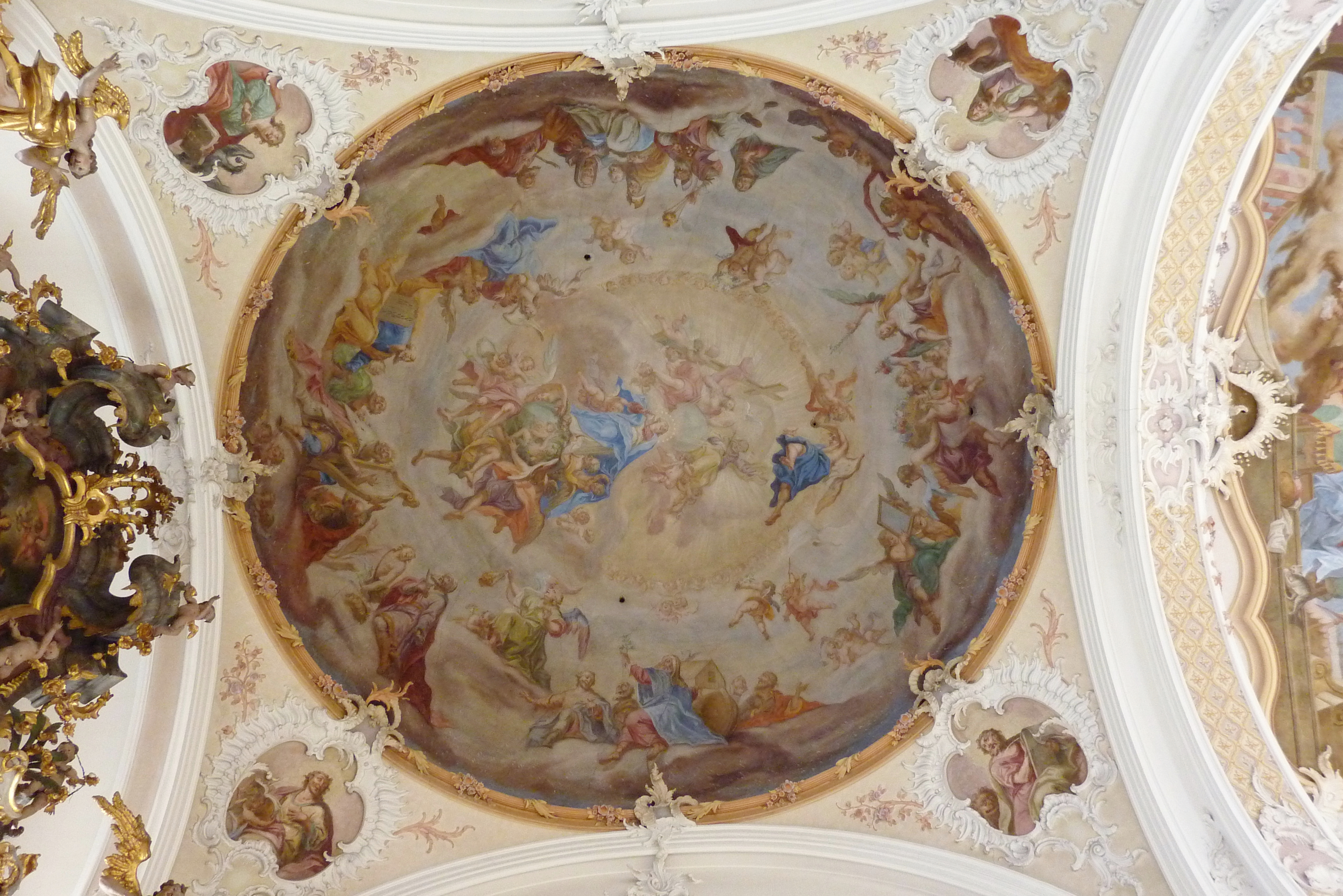
Chorfresko
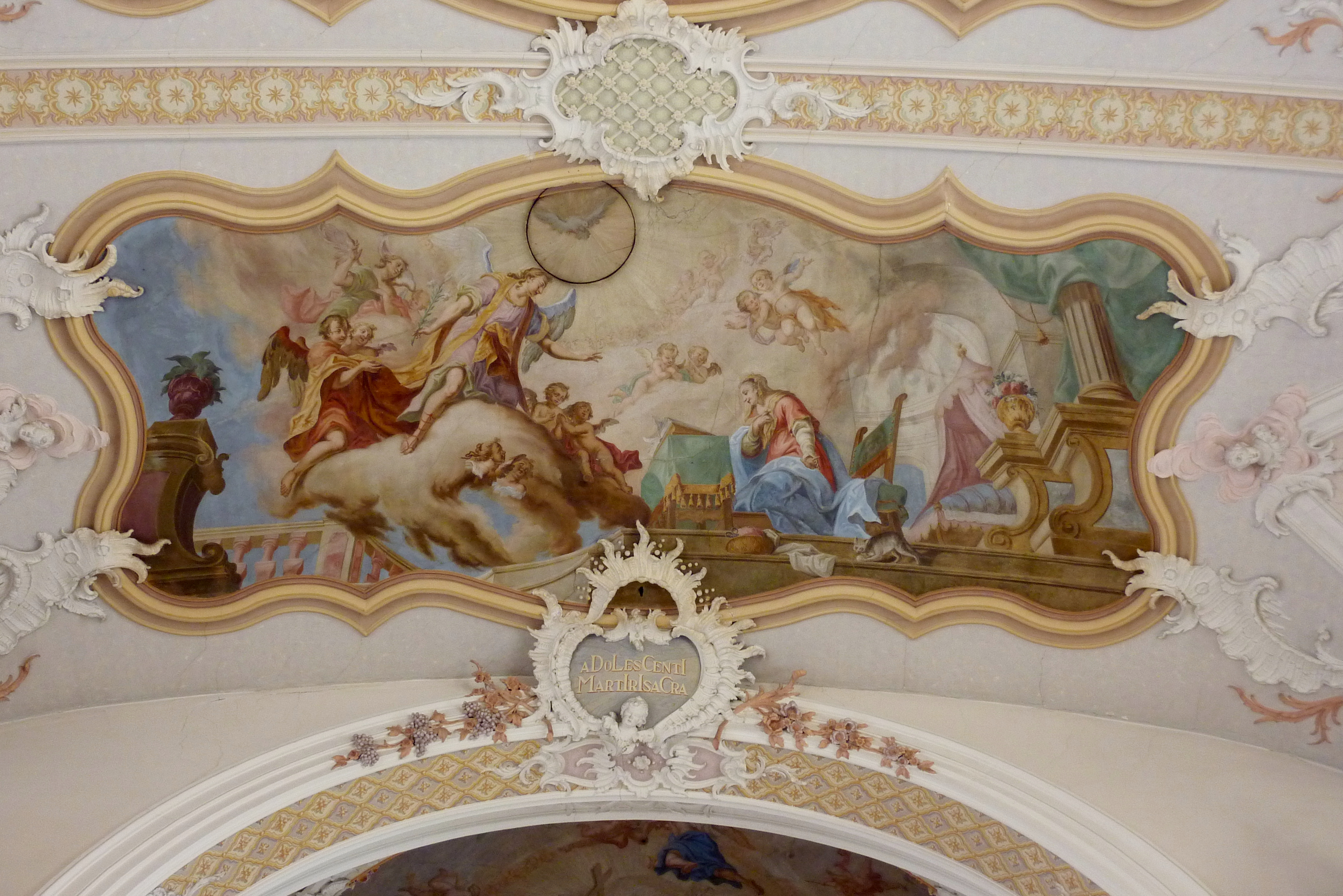
Chronogramm und Verkündigungsszene
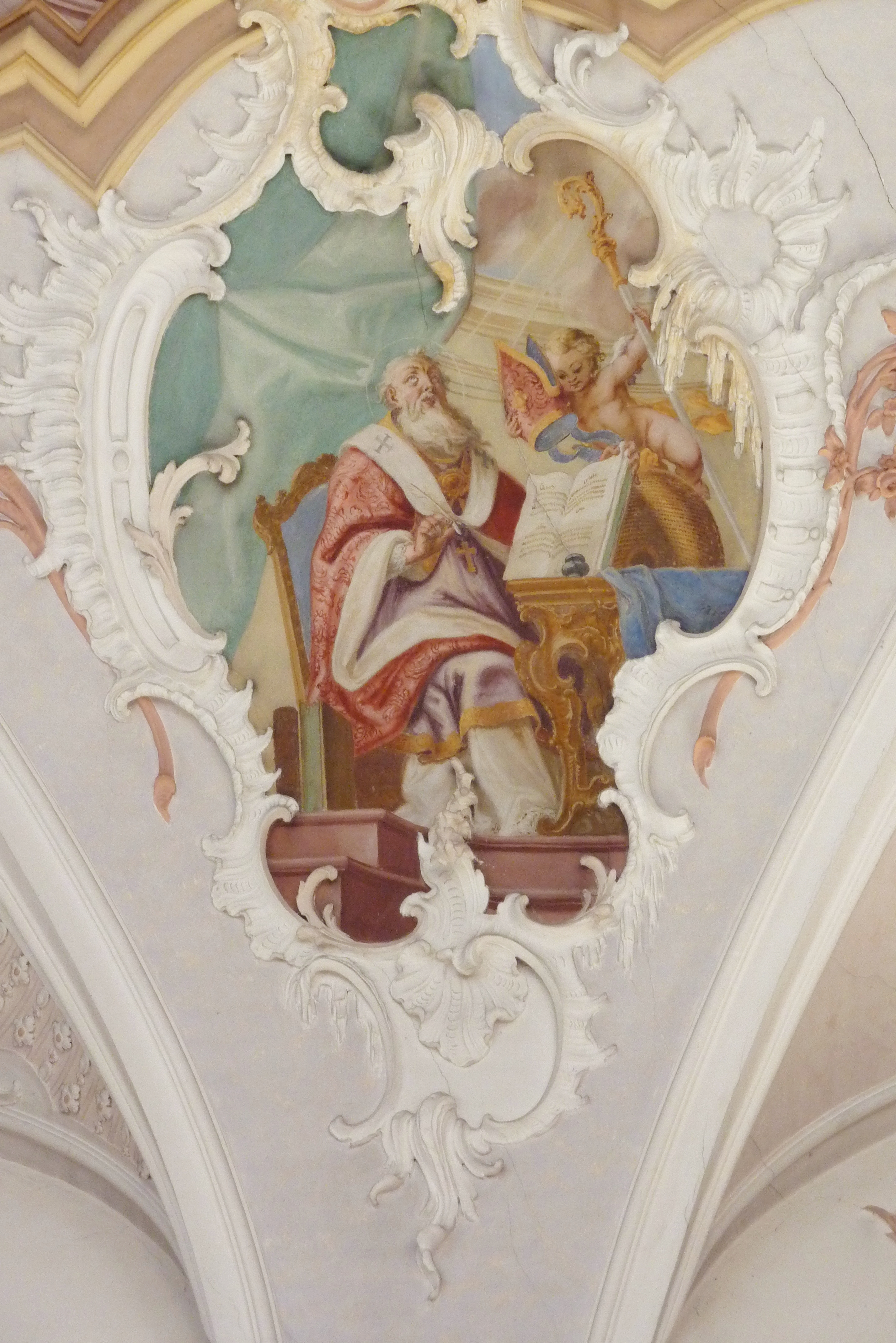
Heiliger Ambrosius
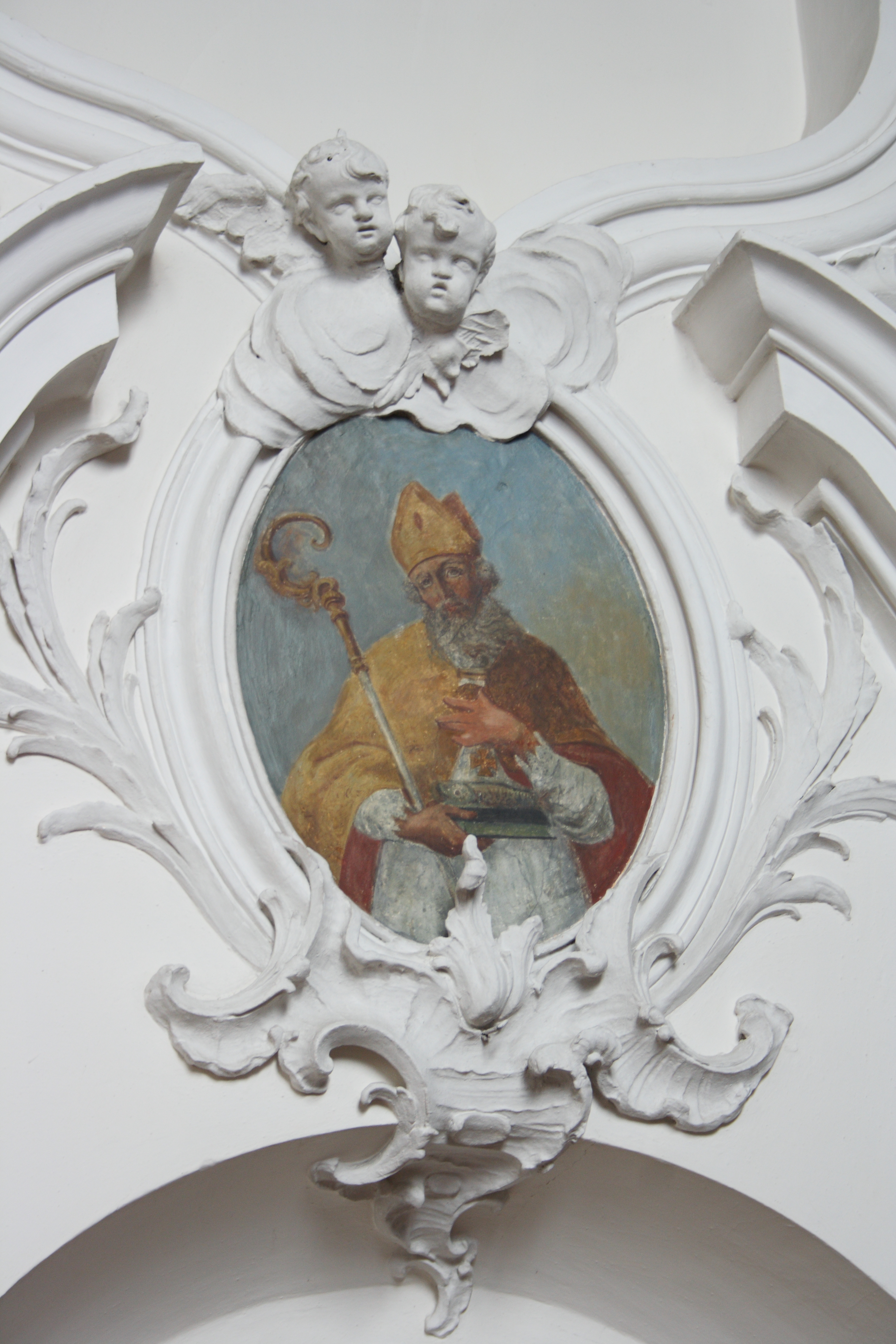
Heiliger Ulrich

## Heilig-Geist-Loch
Die kreisrunde Öffnung in der Decke des Langhauses über dem Erzengel Gabriel der Verkündigungsszene wird als Heiliggeistloch bezeichnet. An Pfingsten ließ man früher durch diese Öffnung vom Dachboden eine weiße Taube als Symbol des Heiligen Geistes in den Kirchenraum fliegen.

## Ausstattung

### Altäre

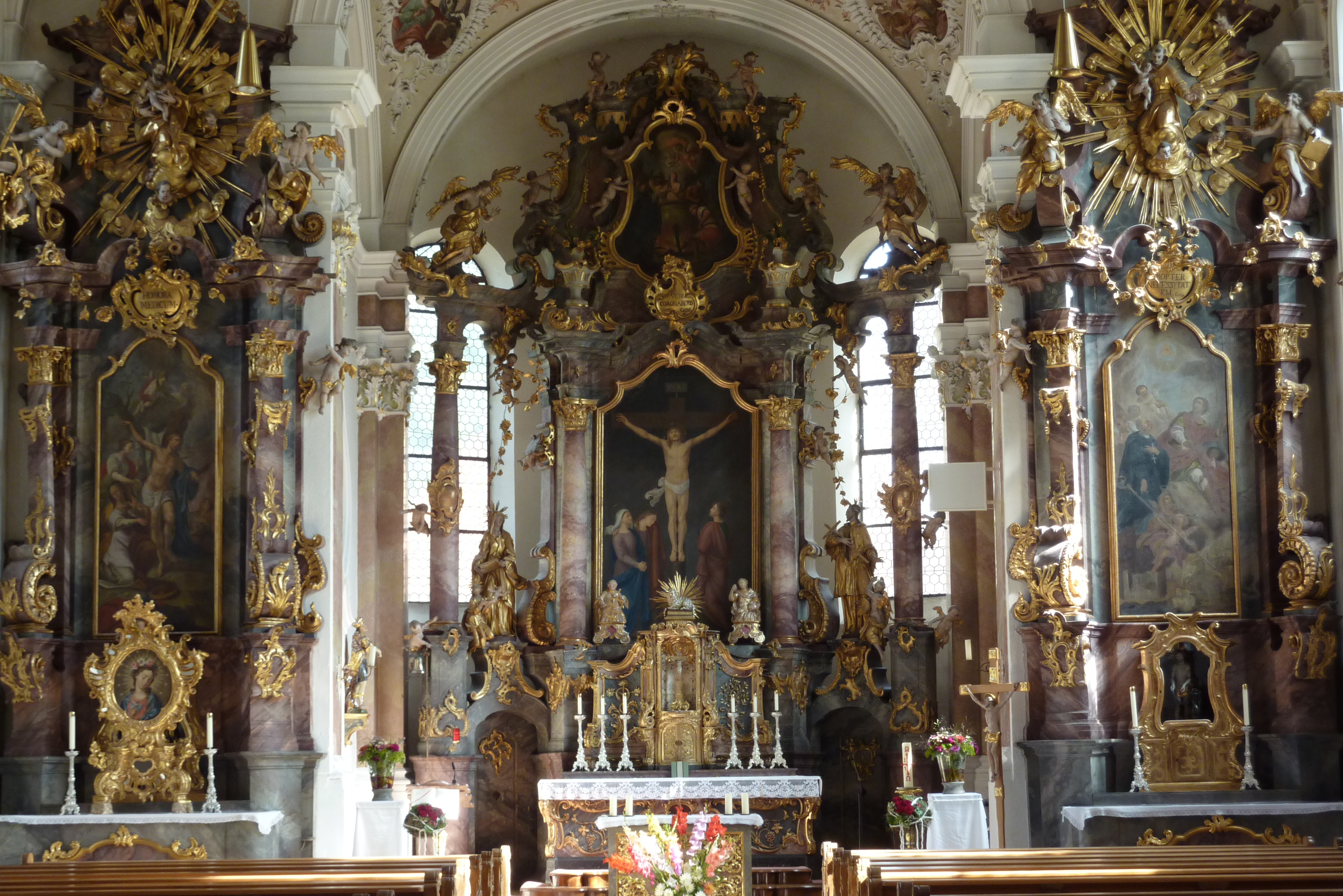
Hauptaltar und Seitenaltäre

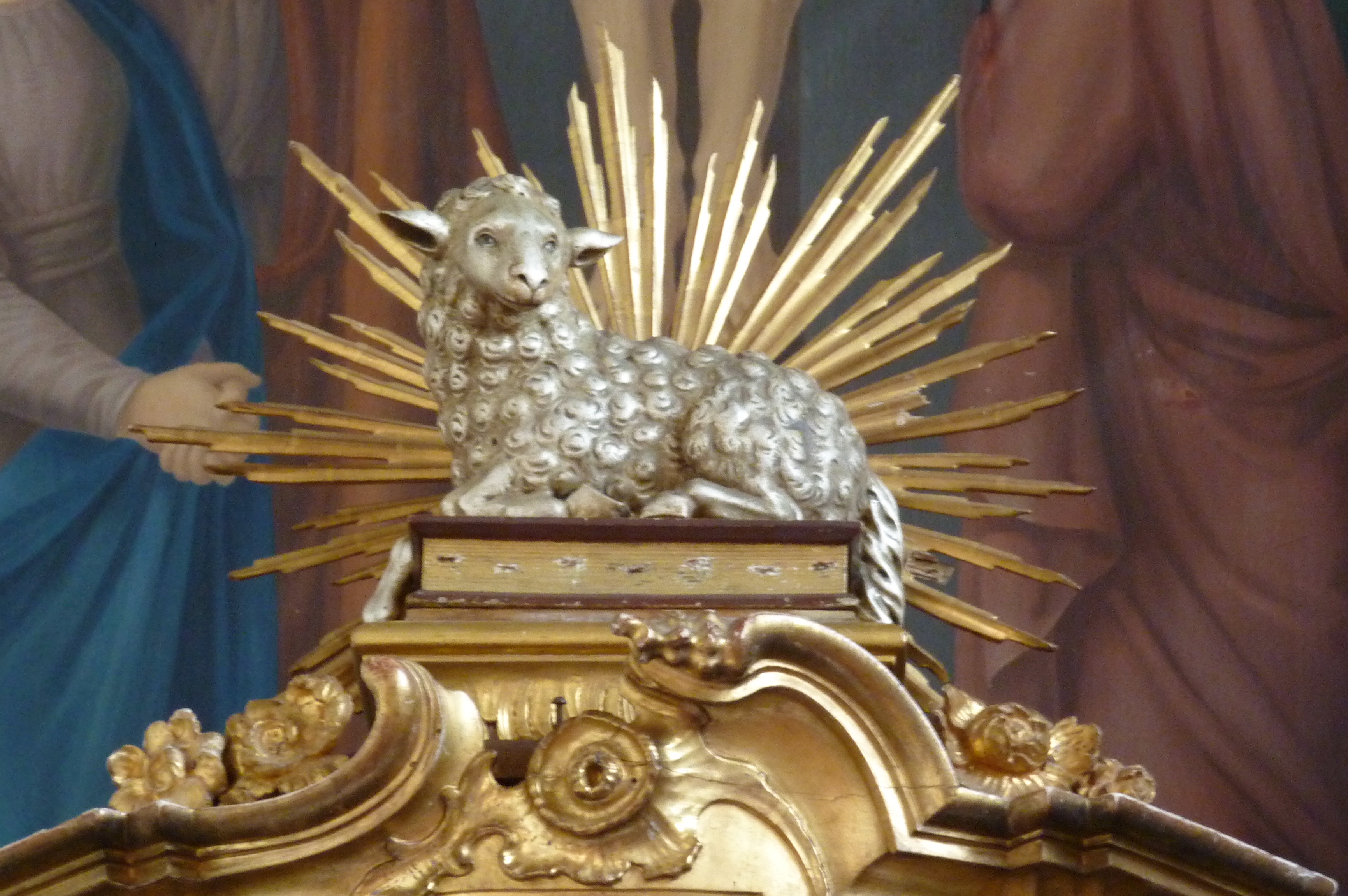
Lamm Gottes

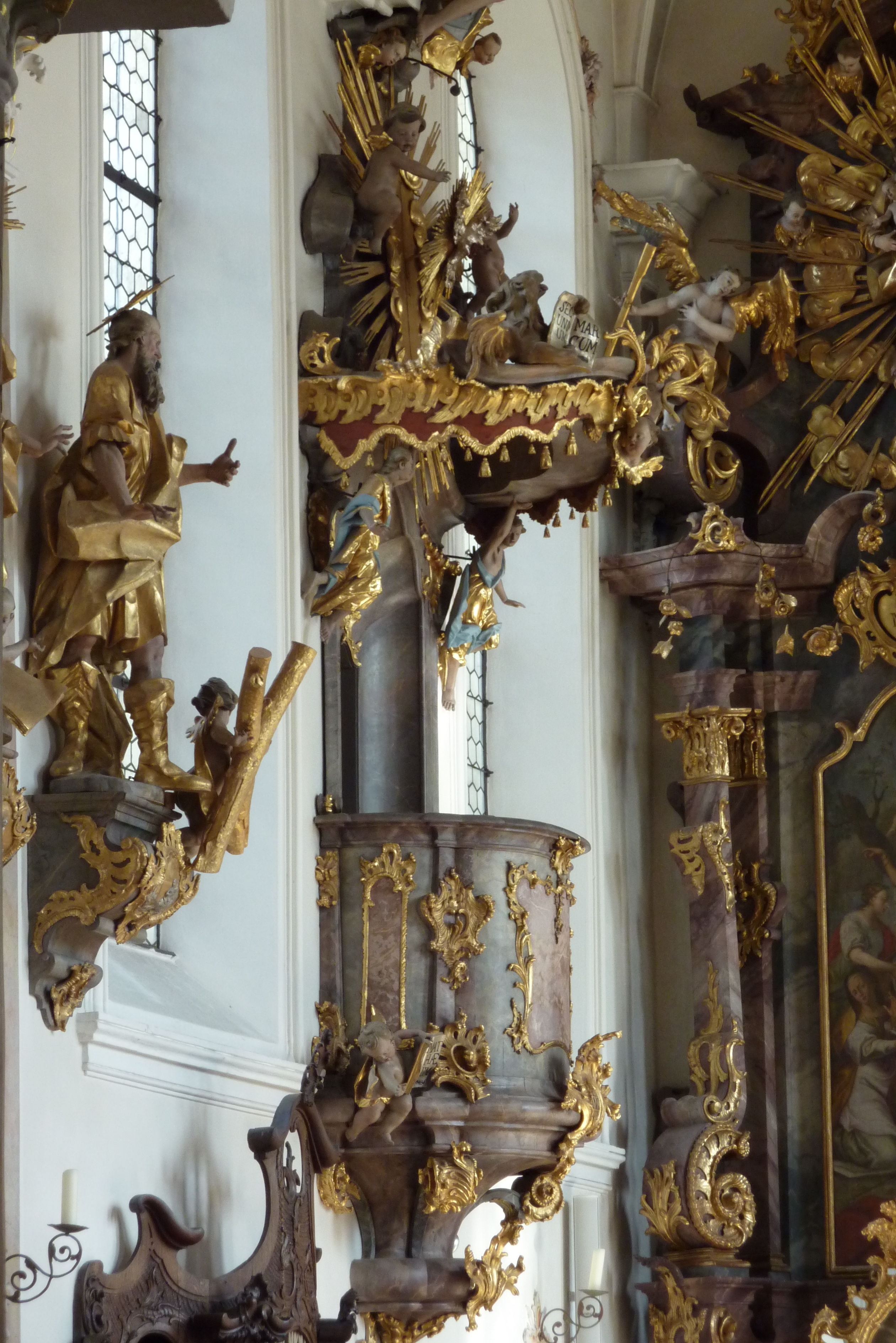
Kanzel

Das Hauptaltarbild von 1842 stellt die Kreuzigungsgruppe dar. Nur noch das Auszugsbild mit der Darstellung des Martyriums des heiligen Vitus, der im siedenden Ölkessel über einer Kartusche mit der Inschrift „VENI CORONABERIS“ (komm, du wirst gekrönt) steht, geht auf Vitus Felix Rigl zurück, der auch die Seitenaltarbilder ausführte. Vom ursprünglichen Altar stammt das in Silber gefasste Lamm Gottes, das von einem goldenen Strahlenkranz umgeben ist und auf dem Buch mit den sieben Siegeln liegt, ein Werk von Johann Michael Fischer.
Die Figurengruppen über den Türen zu beiden Seiten des Altars, eine Anna selbdritt (Anna, Maria mit Jesuskind) und der heilige Johannes Nepomuk mit Engel, stammen von Franz Karl Schwertle.
Das Altarbild des linken Seitenaltares, der als Maialtar dient und Maria gewidmet ist, stellt den von Pfeilen durchbohrten heiligen Sebastian dar, der als Pestheiliger verehrt wird. In einem vergoldeten Zierrahmen befindet sich ein Abbild des Wessobrunner Gnadenbildes vom gleichen Maler.
Das Altarbild des rechten Seitenaltars stellt den heiligen Leonhard, den Schutzpatron des Viehs, und den heiligen Wendelin, den Schutzpatron der Hirten, dar. In einem hölzernen Schrein steht hinter Glas ein gegeißelter Christus.

### Kanzel
Die Kanzel wurde 1751/53 von dem Dillinger Schreinermeister Joseph Hartmuth nach Entwürfen von Dominikus Bergmüller geschaffen. Die drei großen Engel sind Werke von Johann Michael Fischer, Putten und Evangelistensymbole stammen von Franz Karl Schwertle.

### Skulpturen
Die zwölf lebensgroßen Apostelfiguren werden nach Benno C. Gantner und Friedrich Kaeß Franz Karl Schwertle zugeschrieben. Sie sind in Gold gekleidet und stehen auf Konsolen, auf denen Reliefs in Gold und Silber ursprünglich das Martyrium des jeweiligen Heiligen darstellten. Zu Füßen jeder Figur steht ein Engel mit dem Attribut des Apostels. Die Skulpturen wurden 1981 restauriert. Bei ihrer Wiederaufstellung wurden sie allerdings nicht den entsprechenden Konsolen zugeordnet, so dass die Reliefdarstellungen nicht mehr mit den Apostelfiguren übereinstimmen.
Die als Heiliger Wandel bezeichnete Skulpturengruppe (Gott Vater mit Erdball und Zepter, Maria und Josef, beide mit Wanderstäben, Jesuskind) wird um 1750/60 datiert und der Werkstatt von Johann Michael Fischer zugeschrieben. Möglicherweise wurde sie von seinem Sohn, Anton Bernhard Fischer, ausgeführt. Sie ist heute im Vorzeichen aufgestellt.

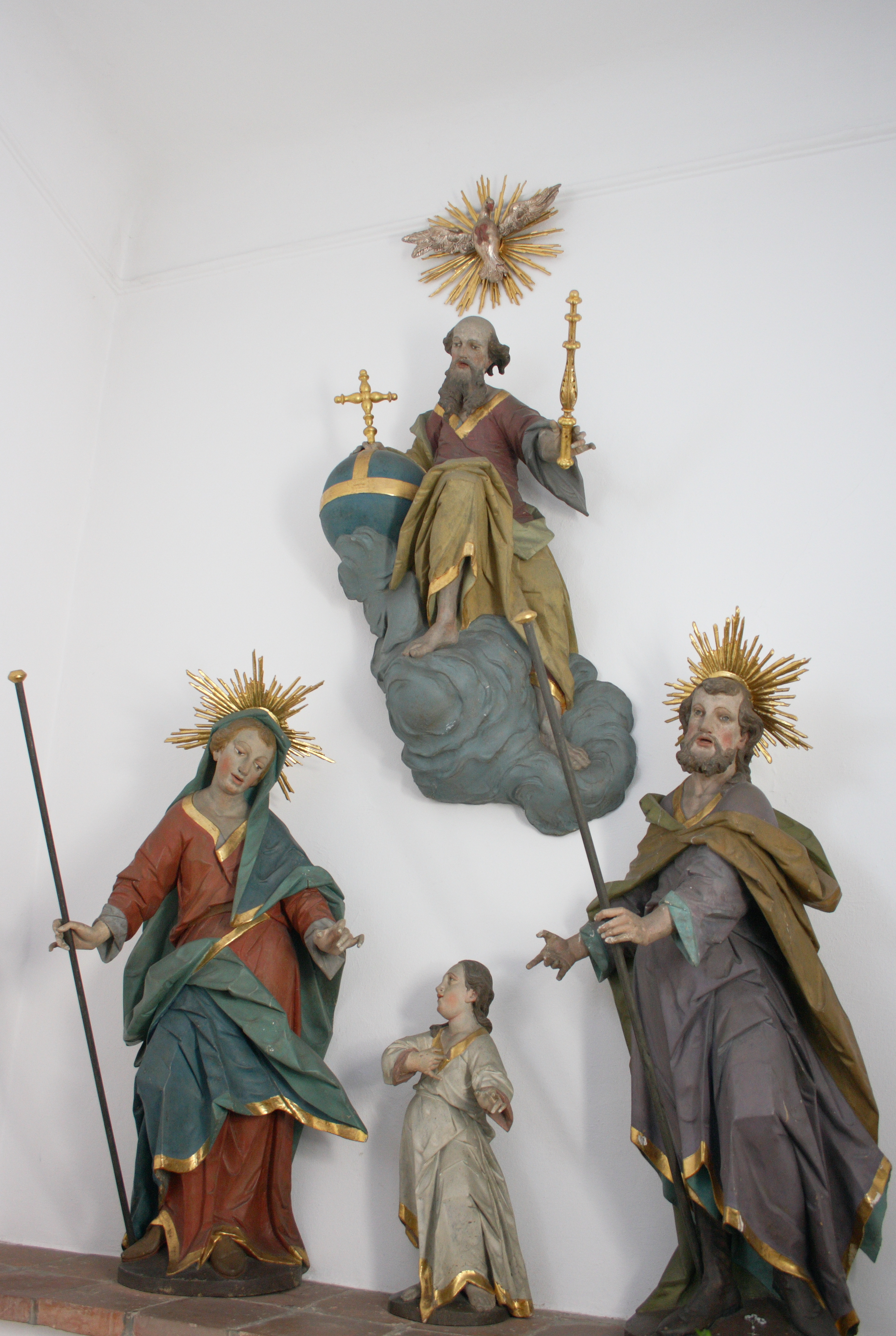
Heiliger Wandel
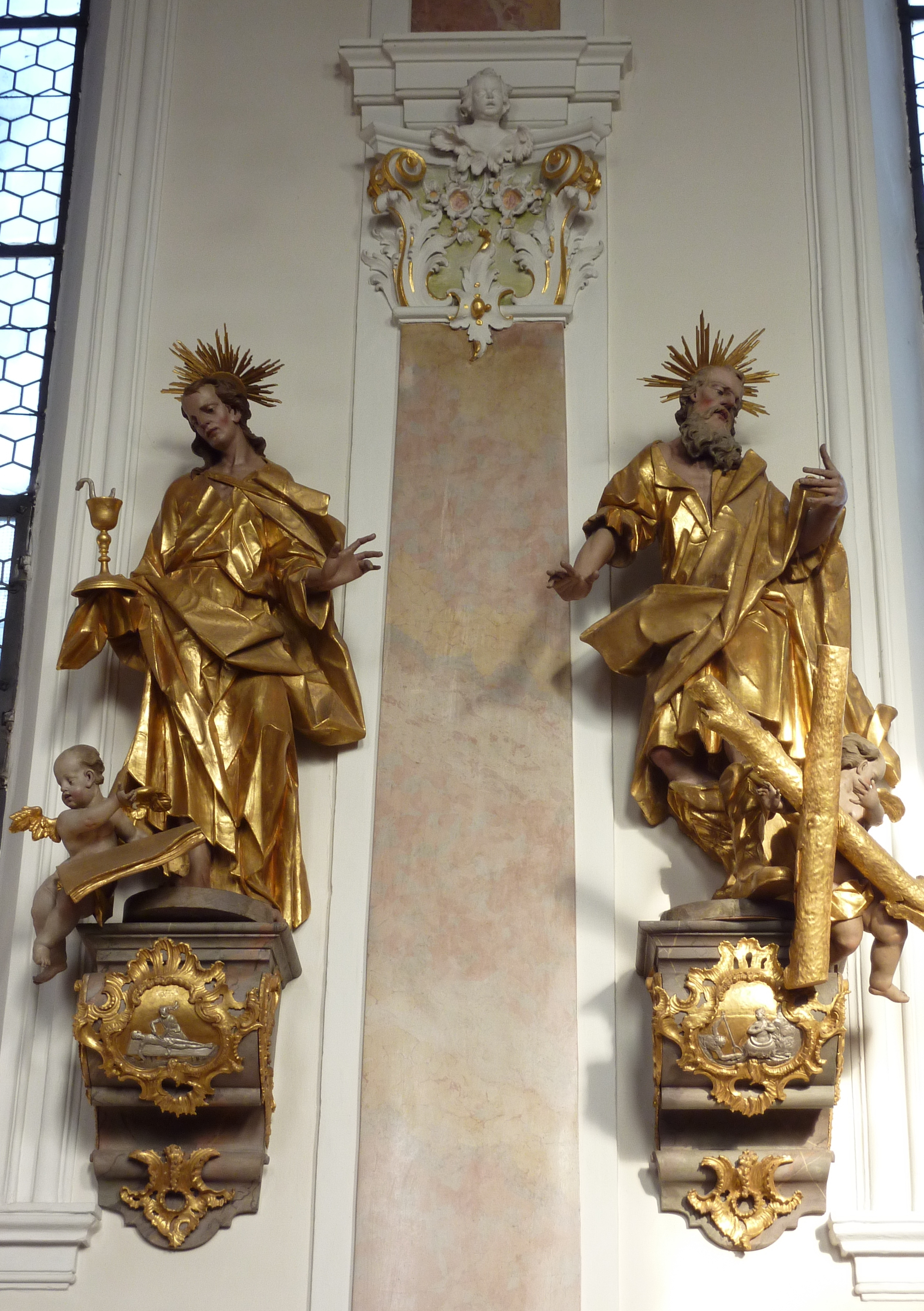
Apostel Johannes und Andreas
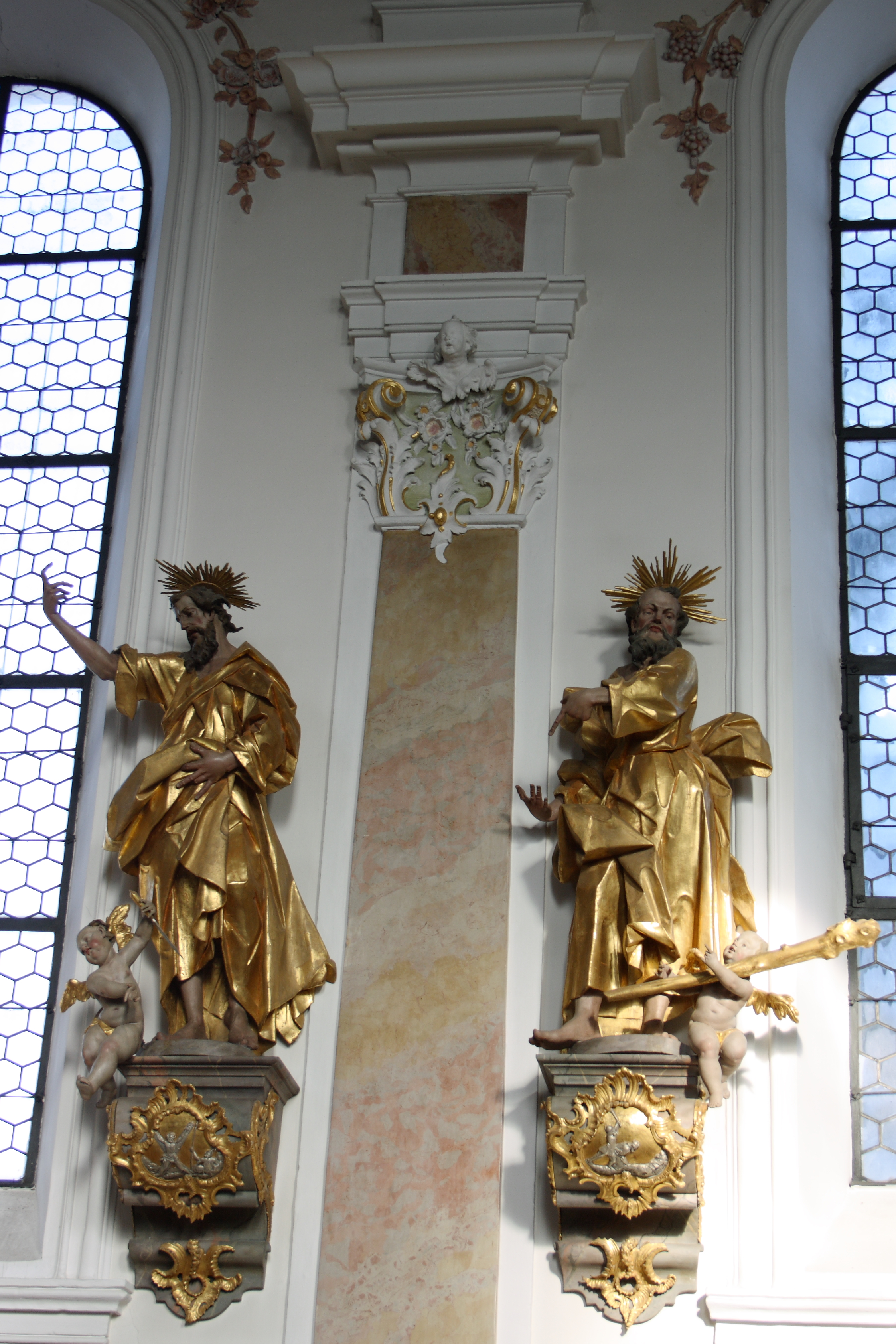
Apostel

### Taufstein
Der Taufstein, eine Muschelschale aus Kalkstein auf Balusterfuß, stammt von 1644. An der Muschel befindet sich das Christusmonogramm.

## Orgel
1894/95 wurde die alte Orgel, die beim Neubau der Kirche 1753 eingebaut worden war, durch eine neue Orgel von Balthasar Pröbstl aus Füssen ersetzt. Teile des alten Prospektes wurden im neuen Gehäuse wiederverwendet.